# Johannes Strebel

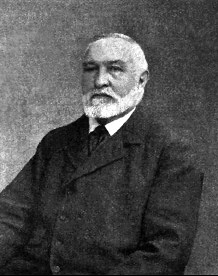
Johannes Strebel

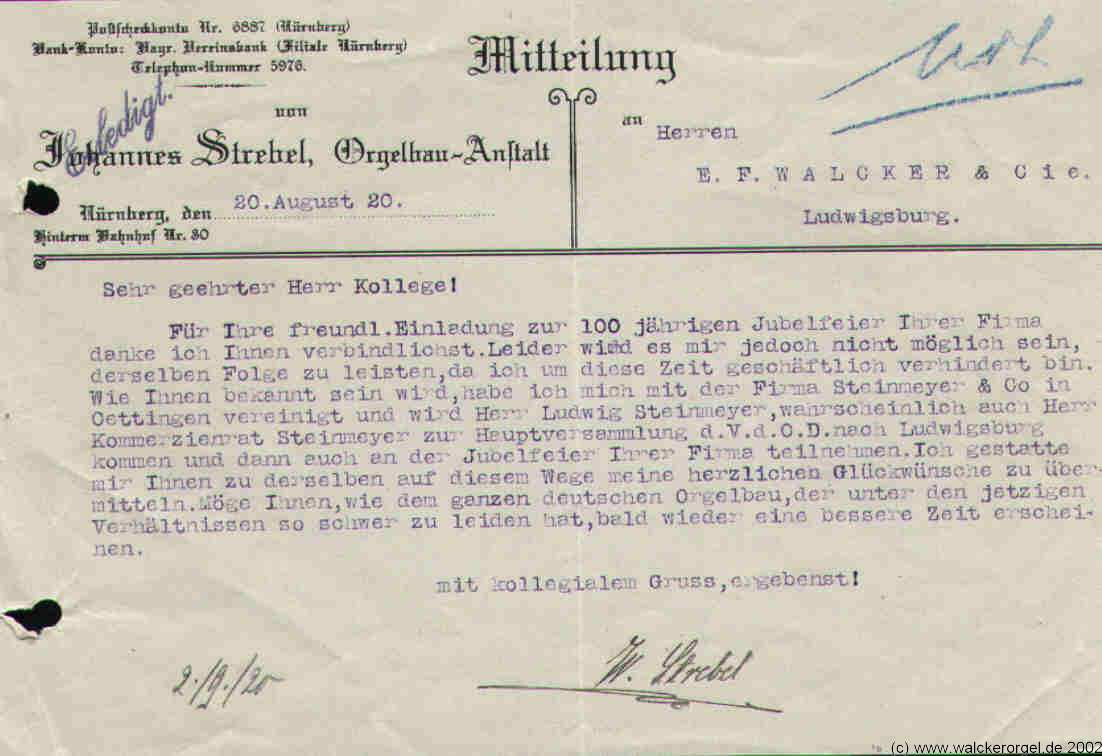
Schriftliche Absage Wilhelm Strebels an Walcker zu dessen 100-Jahrfeier vom 20. August 1920

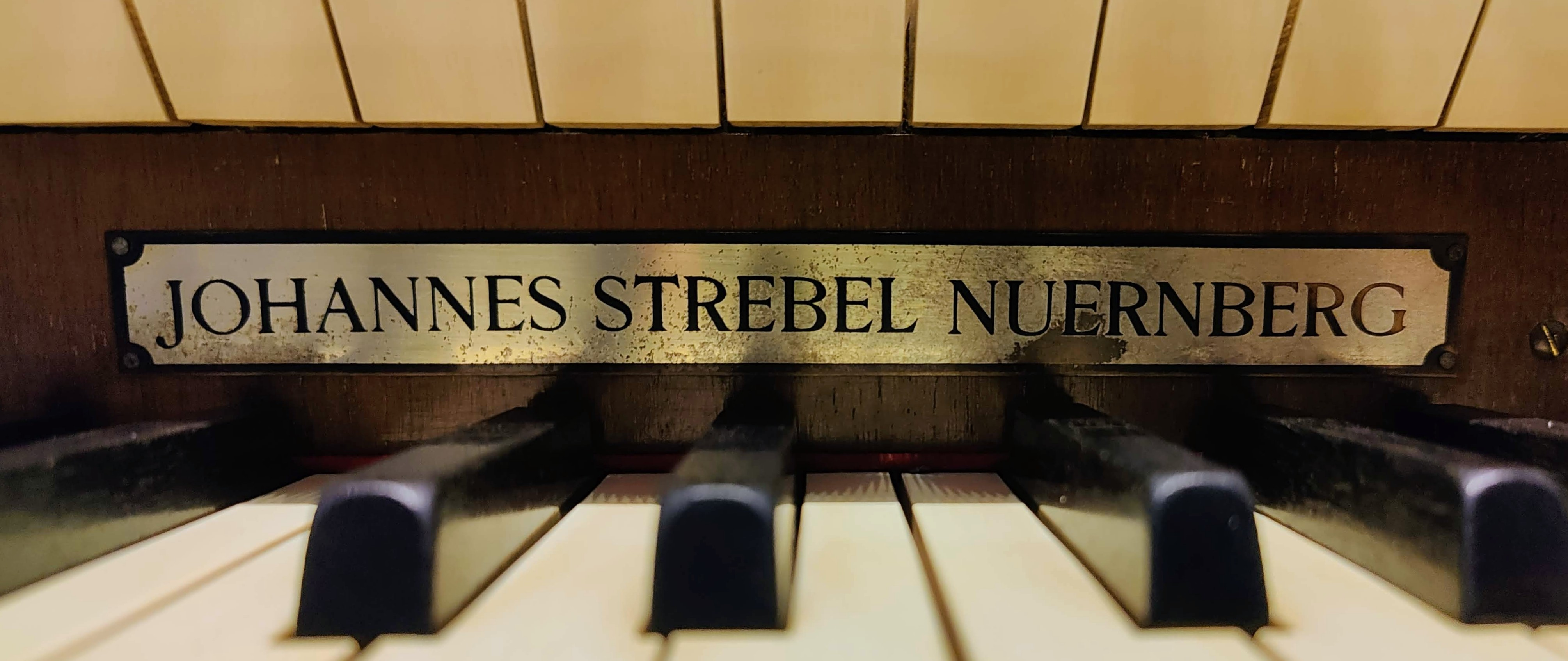
Erbauerschild in Custenlohr (1916)

Johannes Strebel (* 17. Januar 1832 in Forchtenberg; † 20. Juni 1909 in Nürnberg) war ein deutscher Orgelbauer.

## Leben
Johannes Strebel war das erste Kind einer großen Pfarrersfamilie fränkischer Herkunft. Der Vater Johannes’, Johann Valentin, stammte aus dem unterfränkischen Schweinfurt, durfte dort jedoch wegen seiner Mitgliedschaft zu der Burschenschaft der Bubenreuther das Amt eines Pfarrers nicht ausüben. Daraufhin nahm ihn die Evangelische Landeskirche in Württemberg auf und gab ihm 1858 eine Pfarrstelle in Roßwag. Er starb am 11. Mai 1883. Die Mutter, Johanna Emilia Magdalena Harleß (geb. 1809 in Nürnberg), entstammte der fränkischen Gelehrtenfamilie Harleß, sie war Enkelin von Gottlieb Christoph Harleß, ihre Brüder waren Adolf Harleß und Emil Harleß. Johannes’ Bruder war der Agrarökonom Ernst Valentin von Strebel.
Seine Laufbahn als Orgelbauer begann für Johannes Strebel 1848 mit der sechsjährigen Lehre in der Ludwigsburger Orgelbauwerkstatt von Eberhard Friedrich Walcker. Nach anschließenden zwei Jahren Gesellenzeit dort arbeitete er noch weitere zwei Jahre bei Georg Friedrich Steinmeyer in Oettingen, der ebenfalls bei Walcker ausgebildet worden war. Die Ausbildung als Harmoniumbauer erwarb er bei Schiedmayer in Stuttgart ab 1858.
Sodann ging er „auf Walz“ nach Barmen zum Klavierbauer Ibach und nach Paris zu Aristide Cavaillé-Coll. Das Angebot, dessen Firmenvertretung in Spanien zu übernehmen, schlug er aus und kehrte zurück, um 1864 bei Steinmeyer als Teilhaber in leitender Stellung einzutreten. Die Firma erlebte in den folgenden zwanzig Jahren einen steilen Aufstieg. Strebel war u. a. Leiter des Harmoniumbaus.
Nachdem er bei Steinmeyer ausgeschieden war und einer jüngeren Generation Platz geschaffen hatte, gründete Strebel 1884, mit 52 Jahren, in Nürnberg seine eigene „Orgelbau-Anstalt“. Zunächst baute er Orgeln für verschiedene Dorfkirchen in Franken und der Oberpfalz. Etwa 25 Instrumente fallen in die Ära der mechanischen Kegellade, die bereits ab 1891 von der pneumatischen Traktur abgelöst wurde. 1890 ließ sich Strebel von Friedrich Weigle in Echterdingen die Rechte für die alleinige Nutzung des pneumatischen Systems in Bayern übertragen und auch einen seiner Mitarbeiter gründlich darin ausbilden. Später kamen stehende Taschenladen zur Verwendung, deren Erfinder Friedrich Witzig seit 1895 in Strebels Firma beschäftigt war. Ein Jahr später baute er für die Regensburger Kirche „Heilige Dreifaltigkeit“ seine erste größere Orgel mit zwei Manualen und 32 Registern.
Über Jahre änderte sich das Firmenprofil nicht. Strebel lieferte mehrere Dorforgeln pro Jahr und vereinzelt auch größere Instrumente in Stadtkirchen. Auch bei der Orgel für die St.-Sebald-Kirche in Nürnberg, die er 1906 einbaute, ging Strebel nicht über die Zweimanualigkeit hinaus. Drei Manuale mit 44 Registern hatte das 1905 erbaute Instrument für den Konzertsaal des Nürnberger Kulturvereins.
Mit der Gründung des Bundes Deutscher Orgelbaumeister im Jahre 1895 sollte Strebel dessen Erster Vorsitzender werden, nahm das Amt jedoch als 63-Jähriger nicht an. 1908, ein Jahr vor seinem Tod, übergab er den Orgelbaubetrieb an seine Söhne Wilhelm (1873–1939) und Hermann (1874–1946). Sein Lebenswerk umfasste etwa 170 meist kleinere Orgeln mit einem oder zwei Manualen. Sein Grab war auf dem Johannisfriedhof in Nürnberg.

## Söhne
Die Söhne Wilhelm und Herrmann führten die Firma bis zum Ersten Weltkrieg erfolgreich weiter und erweiterten das Verkaufsgebiet bis nach Südthüringen. Mit der 1913 in der Stadtkirche Bayreuth eingebauten Orgel mit drei Manualen und 60 Registern schufen sie ein Renommierinstrument. Weitere Strebel-Orgeln standen in Synagogen von Fürth und Nürnberg. Nach dem Ersten Weltkrieg gaben die Brüder ihre Selbständigkeit auf und arbeiteten ab 1919 bei Steinmeyer, wo schon ihr Vater gearbeitet hatte. Das letzte Werk aus der Strebelschen Werkstatt war die Orgel für das Goetheanum im schweizerischen Dornach 1920, die jedoch 1923 mit dem gesamten Gebäude einem Brand zum Opfer fiel. 1921 überführten die Gebrüder Strebel das gesamte Betriebsvermögen in die Oettinger Firma. Bis zum Tode von Wilhelm Strebel 1939 führte Steinmeyer in der Firmenbezeichnung den Zusatz „Steinmeyer & Strebel“.

## Werke (Auswahl)
| Opus | Baujahr   | Standort                                | Gebäude                                         | Bild | Manuale | Register | Erhaltungsgrad                              | Bemerkungen Quellen |
| ---- | --------- | --------------------------------------- | ----------------------------------------------- | ---- | ------- | -------- | ------------------------------------------- | --- |
| 1    | 1885      | Alfalter                                | Ev. Kirche St. Katharina                        |      | I/P     | 8        | erhalten, guter Zustand am 3. November 2015 | Mechanische Kegellade |
|      | 1887      | Höchstädt im Fichtelgebirge             | Evangelische Kirche                             |      | I/P     | 11       | erhalten                                    | 1983 von Hey Orgelbau restauriert |
| 12   | 1889      | Rothenburg ob der Tauber                | Franziskanerkirche                              |      | II/P    | 14       | erhalten                                    | 1992 Restaurierung Orgelbau Sandtner |
|      | 1889      | Sankt Helena, Gemeinde Simmelsdorf      | St. Helena                                      |      | I/P     | 9        | erhalten                                    | Im Gehäuse von Elias Hößler 1726 |
|      | 1890      | Bischofsgrün                            | Matthäuskirche                                  |      | II/P    | 18       | erhalten                                    | 1988 von Hey Orgelbau restauriert |
|      | 1891      | Langenzenn-Laubendorf                   | St. Georg                                       |      | I/P     | 7        | erhalten                                    | 1989 von Hey Orgelbau restauriert |
|      | 1892      | Regensburg                              | Dreieinigkeitskirche                            |      | II/P    | 32       | nicht erhalten                              | Prospektpfeifen erhalten. 2020 Neubau Hendrik Ahrend |
|      | 1892      | Schney                                  | St. Marienkirche                                |      | II/P    | 16       | teilweise erhalten                          | 1957 Umbau Otto Hoffmann |
|      | 1894      | Nürnberg                                | Christuskirche                                  |      | II/P    | 28       | nicht erhalten                              | 1945 verbrannt → Orgel |
| 49   | 1895      | Oberhöchstadt                           | Evangelische Kirche                             |      | I/P     | 12       | erhalten                                    | 1993 von Hey Orgelbau restauriert |
| 57   | 1896      | Altershausen                            | Michaeliskirche                                 |      | I/P     | 9        | erhalten                                    | Mechanische Kegellade |
|      | 1896      | Burkersdorf                             | St. Marien                                      |      | II/P    | 12       | erhalten                                    | 1954 umdisponiert, 2002 restauriert/rückgeführt → Orgel |
|      | 1897      | Obersulzbach                            | St. Maria                                       |      | I/P     | 11       | erhalten                                    | |
|      | 1898      | Henfenfeld                              | St. Nikolaus                                    |      | II/P    | 14       | erhalten                                    | |
|      | 1900      | Dühren                                  | St. Michael                                     |      | I/P     | 5        | erhalten                                    | 1987 von Hey Orgelbau restauriert |
|      | 1901      | Bischwind                               | Evangelische Kirche                             |      | I/P     | 7        | erhalten                                    | 1987 von Hey Orgelbau restauriert |
|      | 1901      | Gemünda in Oberfranken                  | St. Johannis                                    |      | II/P    | 12       | erhalten                                    | 1999 von Hey Orgelbau restauriert |
|      | 1902      | Weiden                                  | St. Michael                                     |      | II/P    | 24       | nicht erhalten                              | pneumatische Kegellade. Aktuell: Max-Reger-Gedächtnisorgel (Weimbs Orgelbau 2007, 53/III/P)                                                                           |
| 107  | 1903      | Burghaslach-Kirchrimbach                | Christuskirche                                  |      | II/P    | 14       | nicht erhalten                              | |
|      | 1903      | Schernau                                | Pfarrkirche St. Andreas                         |      | II/P    | 12       | erhalten                                    | mit pneumatischen Taschenladen |
| 108  | 1903      | Ottensoos                               | Evangelische Pfarrkirche St. Veit               |      | II/P    | 13       | erhalten                                    | Neubau der Orgel im Gehäuse von Elias Hößler (1694) → Orgel |
|      | 1904      | Königsberg in Bayern                    | Marienkirche                                    |      | II/P    | 13       | erhalten                                    | Neubau im Gehäuse von Matthias Tretzscher (1660) |
| 112  | 1904      | Happurg                                 | Evangelische Kirche                             |      | II/P    | 14       | erhalten                                    | Neubau der Orgel im Gehäuse von Elias Hößler (1728) |
|      | 1905      | Königstein (Oberpfalz)                  | St. Georg                                       |      | II/P    | 13       | erhalten                                    | Im atypischen Gehäuse von Funtsch, 1753 |
|      | 1905      | Nürnberg                                | Kulturverein                                    |      | III/P   | 44       | nicht erhalten                              | eine der wenigen dreimanualigen Orgeln Strebels |
|      | 1905      | Wirbenz                                 | Evangelische Kirche St. Johannis                |      | II/P    | 16       | erhalten                                    | eine Sanierung im Anschluss an die Kirchenrenovierung ist geplant |
|      | 1906      | Rugendorf                               | Evang.-Luth. Pfarrkirche St. Jakob & St. Erhard |      | II/P    | 12       | erhalten                                    | 2006 von Orgelbau Zeilhuber restauriert → Orgel |
|      | 1906      | Weißenbrunn                             | Dreieinigkeitskirche                            |      | II/P    | 16       | erhalten                                    | 2000 von Hey Orgelbau restauriert |
|      | 1906      | Würzburg                                | Krypta des Klosters Mariannhill                 |      | II/P    | 12       | erhalten                                    | Die Orgel wurde 1906 für Schauerheim gebaut und 2005/2006 nach Würzburg überführt. Prospekt neu (Foto), der alte verblieb in Schauerheim                              |
|      | 1904/1906 | Nürnberg                                | St. Sebald                                      |      | II/P    | 10       | nicht erhalten                              | 1904: Engelschor-Orgel, 1945 verbrannt. 1906 Hauptorgel im historischen Gehäuse (Bild), 1937 von Steinmeyer umgebaut                                                  |
|      | 1909      | Lehrberg                                | Evangelische St.-Margareten-Kirche              |      | II/P    | 11       | erhalten                                    | 1972 Umbau und Umdisposition Koch / Feuchtwangen. 2021 Restaurierung und Erweiterung um ein Auxiliar durch Orgelbau Vleugels                                          |
|      | 1909      | Wolfratshausen                          | St. Michael                                     |      | II/P    | 10       | verändert erhalten                          | Taschenlade; Umbau 1967 Steinmeyer |
|      | 1909      | Fürth                                   | Synagoge                                        |      | II/P    | 12       | mit der Synagoge zerstört                   | |
|      | 1909      | Büttelbronn                             | St. Trinitatis                                  |      | II/P    | 9        | erhalten                                    | → Orgel |
|      | 1910      | Münchenreuth                            | Pfarrkirche                                     |      | II/P    | 8        | erhalten                                    | → Orgel |
|      | 1911      | Neuherberg                              | St. Andreas                                     |      | I/P     | 6        | erhalten                                    | → Orgel |
|      | 1911      | Lauscha                                 | Evangelische Stadtkirche                        |      | II/P    | 28       | erhalten                                    | 2001 durch Rösel & Hercher restauriert → Orgel |
|      | 1911      | Stadtsteinach                           | Katholische Stadtpfarrkirche St. Michael        |      | II/P    | 26       | erhalten                                    | 1960 Klangumbau und Umstellung auf elektropneumatische Traktur durch Max Thierauf (Fa. Eusebius Dietmann). April 2020: Grundreinigung und Schimmelbeseitigung → Orgel |
|      | 1912      | Wernshausen                             | Evangelische Kirche                             |      | II/P    | 15       | erhalten                                    | 2010 Restauration Hey Orgelbau |
|      | 1912      | Edelsfeld                               | St. Stephan (katholisch)                        |      | II/P    | 9        | erhalten                                    | |
|      | ?         | Kirchrimbach                            | Christuskirche                                  |      | II/P    | 14       |                                             | |
|      | 1912      | Kelheim                                 | St. Matthäus                                    |      | II/P    | 12       | erhalten                                    | 1988 von Eisenbarth erweitert auf 13 Register |
|      | 1913      | Bayreuth                                | Stadtkirche Heilig Dreifaltigkeit               |      | III/P   | 60       | nicht erhalten                              | 1918 verbrannt |
|      | 1913      | Röthenbach an der Pegnitz               | Evangelische Heilig-Kreuz-Kirche                |      | II/P    | 32       | erhalten, 2002 Generalüberholung            | → Orgel |
|      | 1913      | Nürnberg                                | St.-Paul-Kirche                                 |      | II/P    | 22       | erhalten                                    | 1319 Pfeifen. Pneumatische Spiel- und Registertrakturen |
|      | 1914      | Hausen                                  | St.-Peter-und-Paul-Kirche                       |      | I/P     | 4        | erhalten                                    | mit pneumatischen Taschenladen |
|      | 1914      | Neunkirchen bei Weiden in der Oberpfalz | Evangelische Kirche                             |      | II/P    | 11       | erhalten                                    | 1964 Umbau von Dentler / Siegen |
|      | 1915      | Gattendorf                              | Pfarrkirche Gattendorf                          |      | II/P    | 9        | verändert erhalten                          | neobarock umgebaut, 1999 von Hey Orgelbau auf den gewachsenen Zustand restauriert → Orgel                                                                             |
| 242  | 1916      | Custenlohr                              | St. Jakob                                       |      | II/P    | 9        | erhalten                                    | → Orgel |
|      | 1916      | Redwitz an der Rodach                   | Evangelische Pfarrkirche St. Ägidius            |      | II/P    | 14       | erhalten                                    | Die von Strebel aufgestellte Orgel wurde 1984 von Hey Orgelbau restauriert                                                                                            |
|      | 1916      | Gräfenthal                              | Evangelische St.-Marien-Kirche                  |      | II/P    | 29       | erhalten                                    | Hinter barockem Prospekt, 1945 umgebaut → Orgel |
|      | 1917      | Hamburg                                 | Krypta im Hamburger Michel                      |      | II/P    | 7        | erhalten                                    | Ausgebaute Superoktavkoppeln. 2009/2010 restauriert, elektrischer Spieltisch → Orgel                                                                                  |
|      | 1920      | Dornach (Schweiz)                       | Goetheanum                                      |      |         |          | nicht erhalten                              | 1923 verbrannt |